# 天祿琳琅
天祿琳琅是清朝皇室內廷藏書的代稱，主要收藏宋、元、明歷代善本書。自乾隆起，宮中檢閱內廷藏書，嚴格挑選，彙取善本呈覽，並集中貯於紫禁城昭仁殿，成為皇家藏書菁華之書庫。乾隆九年（1744年）由乾隆帝將這批藏書賜名為《天祿琳琅》，並於乾隆四十年（1775年）整理《欽定天祿琳琅書目》（又稱《初編》），成為中國首部官修善本目錄。著錄書目之特藏書刊皆為一時之選，貴重如金石珠玉。嘉慶二年（1797年）十月，乾清宮大火，延燒昭仁殿，藏書付之一炬，今日流傳之天祿琳琅盡為嘉慶年間重彙的圖書。

## 命名
天祿為傳說中的神獸，與辟邪並稱。漢高祖時，命蕭何建“天祿閣”於未央宮，為存放宮廷檔案、典藏與著述之所。《三輔黃圖》：“未央宮載天祿閣，藏典籍之所。”《漢宮殿疏》：“天祿麒麟閣，蕭何造，以藏秘書，處賢才也。”
“琳琅”為美玉，也可指珍貴的圖書，唐朝柳宗元詩作：“又覽所著文，宏博中正，富我以琳琅珪璧之寶甚厚。”乾隆九年（1744年）於昭仁殿藏置宋、元等善本書，賜名為《天祿琳琅》，意為宮中善本收藏琳琅滿目，是皇家藏書的菁華。

## 歷史
乾隆九年（1744年），乾隆帝下旨搜羅宮中藏書，擇善本進呈御覽，計429部，其中宋版71部、金版1部、影宋抄本20部、元版85部、明版252部，宋刊本竟達七十餘部，非民間收藏家可比擬，亦及明版的佳作，但未錄及任何清代刊本。這批皇家藏書被收貯昭仁殿，賜名為“天祿琳琅”。
乾隆四十年（1775年），大學士于敏中、尚書王際華、梁國治、王杰、彭元瑞、董誥、曹文埴、沈初、金士松、陳孝泳等九人奉敕編撰藏書解題目錄，仿南宋晁公武《郡齋讀書志》，詳記收藏家題識，凡屬謬誤之字，俱經改正無誤，並按照年代、版本、經史子集順序，是為《欽定天祿琳琅書目》，又稱《欽定天祿琳琅書目初編》，計10卷。是書亦有誤認版本之失，如卷六錄及《集千家註分類杜工部詩》，列入元版集部，但刊者為明嘉靖人汪諒，實誤。
嘉慶二年（1797年），昭仁殿遭大火焚燬，殃及藏書，嘉慶帝為回復藏書規模，命彭元瑞等人再行蒐求檢閱，計664部，編成《欽定天祿琳琅書目後編》，計20卷，雖較《初編》更為豐富，然偽本參差。

## 特徵
每一部編進書目的善本書均加蓋鈐印，分別是“五福五代堂古稀天子寶”、“八徵耄念之寶”、“太上皇帝之寶”、“乾隆御覽之寶”等屬於乾隆帝的璽印。及至《後編》既成，每部書另鈐“天祿繼鑑”。此外，亦有許多書目未列，而存在此類鈐印特徵的目外書籍。

## 流傳
乾隆朝《欽定天祿琳琅書目初編》著錄之書籍，目前考證與調查皆未見殘存，現存於世之《天祿琳琅》書刊皆為嘉慶年間重彙，登載於《後編》書目。光緒二十年（1894年），光緒帝諭查昭仁殿藏書，按《初編》皆不在其中，並依《後編》重新清點殿內藏書，詳記書況。宣統帝溥儀遜位後，以賞溥傑名義運送文物出宮，其中即包括《天祿琳琅》書刊83部，合計1,241冊。今日《後編》收錄書刊仍有67部不存或不知其所。

### 書目補纂
《後編》完成後，昭仁殿並未停止後續庋藏與編目，一直延續至清末，而有《三編》、《四編》，然今皆不傳。

### 現況
- 國立故宮博物院典藏344部，其中《後編》321部，目外書而帶有鈐印特徵者23部。
- 中國國家圖書館藏有272部。
- 遼寧省圖書館35部。
- 海內外公私收藏家：大陸韋力12部、台灣潘思源8部。